# 第20特務旅団 (ウクライナ国家親衛隊)
第20特務旅団 リュバルト（だい20とくむりょだん リュバルト、ウクライナ語: 20-та бригада оперативного призначення «Любарт»）は、ウクライナ国家親衛隊の旅団。第1軍団隷下。リュバルト旅団とも。

## 歴史

### ロシアのウクライナ侵攻

#### 北部・キーウ戦線

リュバルト義勇大隊章

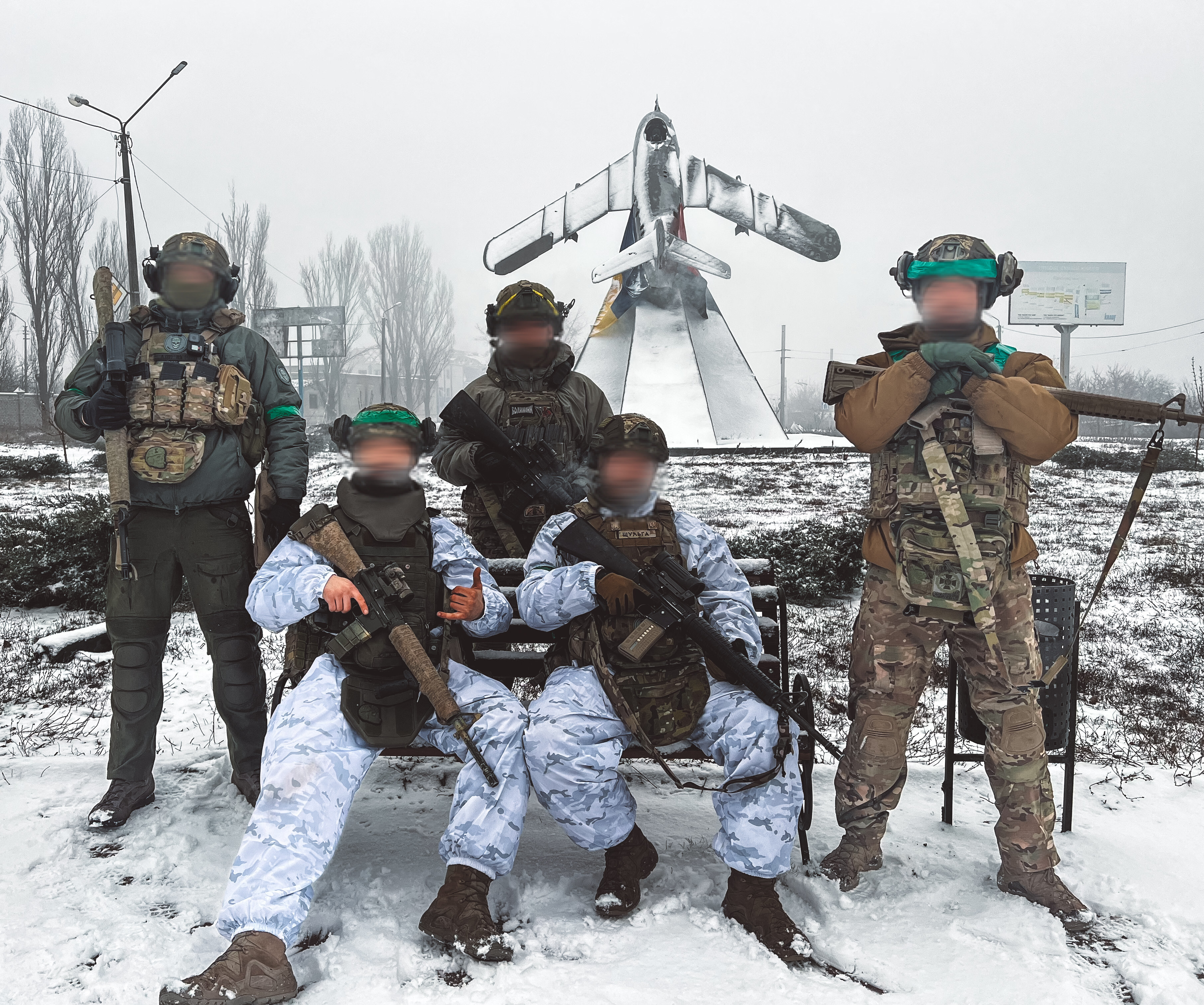
バフムートに展開する様子

2022年2月24日、ロシアのウクライナ侵攻の影響に伴い、アゾフ連隊退役軍人と義勇兵を主体にリュバルト義勇大隊として創設され、ベラルーシと国境を接する西部ヴォルィーニ州に配備された。ロシア軍侵攻の脅威が排除されると北部キーウに再配置され、キーウ方面の解放に参加し、4月にロシア軍は撤退した。
2022年5月、ウクライナ特殊作戦軍に編入し、リュバルト特殊部隊に改編された。以後は東部ドネツィク州に再配置され、ヴェリカ・ノヴォシルカ方面、バフムート方面を防御した。

#### 南部・ドニエプル川戦線

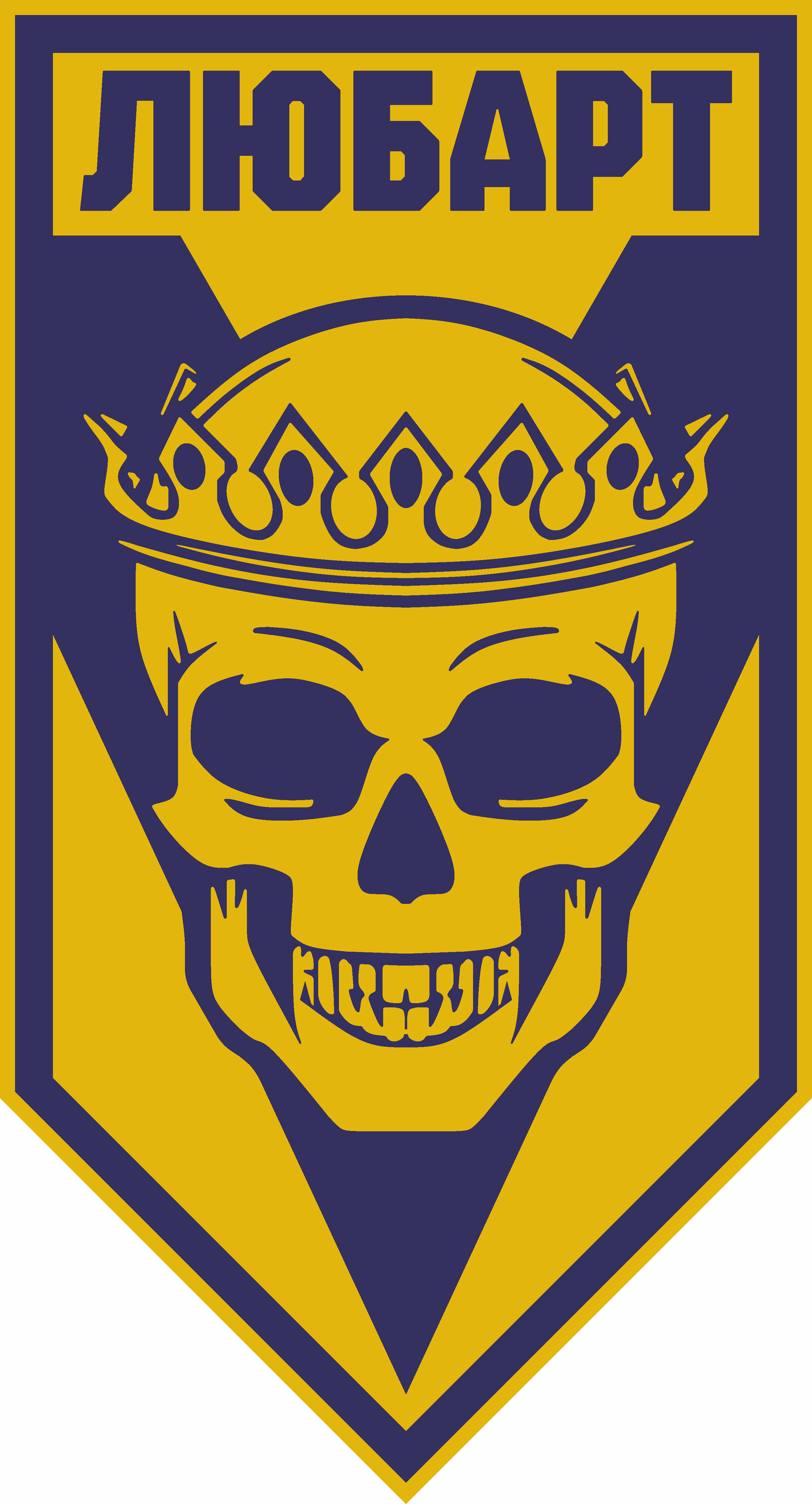
第12特務旅団アゾフ第5特務大隊章

2023年8月、南部ヘルソン州に再配置され、ドニエプル川東岸に上陸し、数日間コザチ・ラヘリに展開した。旅団級部隊を上陸させて東岸を解放するのが非現実的だったため、2023年ウクライナの反転攻勢の陽動で小規模な特殊部隊が散発的にボートで上陸していたが、東岸で捕虜にしたロシア軍のユーリイ・トモフ少佐がロシア軍の配置や陣地を白状したことで継続性のある作戦に変更された。
2024年2月、ウクライナ国家親衛隊に編入し、第12特務旅団アゾフ隷下に配属され、第5特務大隊に改編された。

#### 東部・スヴァトヴェ-クレミンナ戦線
2024年5月、東部ルハーンシク州セヴェロドネツィク地区に再配置され、クレミンナ方面を防御した。

#### 東部・バフムート戦線
2024年9月、激戦地の東部ドネツィク州バフムート地区に再配置され、友軍の救援でバフムート南のトレツク方面に展開した。
2025年4月、新編の第1軍団隷下に配属され、部隊増強に伴い、第20特務旅団に改編された。

## 編制
- 旅団司令部（ルーツィク）
- 第1特務大隊
- 第2特務大隊 アルビン（ユリウカ）
- 第3特務大隊
- 迫撃砲中隊
- 衛生中隊
- 偵察小隊
- 無人機中隊